# J. R. Bray Studios
J. R. Bray Studios ou Bray Productions était un studio de cinéma d'animation américain fondé en 1913 par John Randolph Bray. Le studio est connu pour ses nombreux courts métrages en noir et blanc dont les séries Farmer Al Falfa, Out of the Inkwell, Krazy Kat et Dinky Doodle.
Le studio a aussi été désigné plus ou moins aléatoirement (en fonction des contrats de distribution et des séries) sous les noms Paramount-Bray Pictographs (1917-1919), Goldwyn-Bray Pictographs (1919-1920), Bray Romances (1925), Sunkist Comedies (1926-1927), Fistical Culture Comedies (1927), Skylark Comedies, McDougall Alley Comedies et Whirlwind Comedies. La dernière production du studio est datée de 1937.
Parmi les employés, plusieurs ont créé leur propre studio : 
- Pat Sullivan Cartoons fondé en 1916 par Pat Sullivan
- Out of the Inkwell Films (puis Fleischer Studios) fondé en 1921 par Dave et Max Fleischer
- Terrytoons fondé en 1928 par Paul Terry
- Walter Lantz Productions fondé en 1929 par Walter Lantz

D'autres ont rejoint les studios concurrents :
- Van Beuren Studios : Vernon Stallings
- Walt Disney Pictures : David Hand, Burton Gillett, Vernon Stallings, Clyde Geronimi, Webb Smith, Shamus Culhane, Jack King, Isadore Klein

## Historique
Le studio est fondé en novembre 1913 par John Randolph Bray et est probablement le premier totalement dévolu à la production de film en animation, celui de Raoul Barré et William Nolan le précède de quelques mois. La première série est basée sur le personnage de Bray, Heeza Liar, le premier film étant Colonel Heeza Liar In Africa (29 novembre 1913). Mais Bray décide rapidement produire d'autres séries réalisées par des personnes extérieurs à son studio. Il choisit d'être distribué par Pathé Frères.
La série The Police Dog démarre l'année suivante (21 November 1914) sous la direction de Carl Anderson, connu pour sa bande dessinée Henry débutée en 1932. En 1915, Earl Hurd et Paul Terry intègrent l'équipe du studio. Hurd s'associe à Bray et poursuit sa série Bobby Bumps tandis que Terry est sous contrat sous contrainte pour réaliser Farmer Al Falfa. 

### L'âge d'or du studio
En 1916, les frères Dave et Max Fleischer rejoignent le studio, ajoutant la série Out of the Inkwell au port-folio. Ce changement s'accompagne d'un nouveau distributeur, Paramount en 1916. Avant la fin de l'année 1916, Paul Terry s'en va, conserve les droits de Farmer Al Falfa et fonde son propre studio Paul Terry Productions dès 1917 (un second nommé Terrytoons sera fondé en 1927). Bray développe son studio avec l'optique d'avoir quatre équipes qui travaillent en parallèle pour produire un court métrage par semaine. La durée moyenne de production étant d'un mois, un étalement sur quatre semaines permet d'atteindre ce rythme de production. Les équipes se répartissent la production ainsi : une pour les Colonel Heeza Liar, une pour les Bobby Bumps, une pour les hors séries principalement liés à l'actualité, supervisée par J.D. Leventhal et la dernière pour le reste. Bray décide aussi de soutenir des productions semi-indépendantes tel que la série sérieuse Silhouette Fantasies de C. Allen Gilbert sur des contes classiques, produit par le studio Bray-Gilbert Film Productions. Vers la fin de l'année 1916, en pleine Première Guerre mondiale, Bray assigne les équipes des réalisateurs Leventhal et Max Fleischer sur des courts métrages d'entrainement et de formation pour l'Armée de terre des États-Unis. 
En 1917, il rachète le studio de reportages de son distributeur pour produire le sien, déplaçant la ligne éditoriale dans le domaine des courts métrages en prise de vue réelles. Le travail pour l'armée devient après la guerre un problème, Bray se retrouve submergé par les demandes gouvernementales et des grosses entreprises. 
En 1919, le studio concurrent International Film Service (IFS) ferme ses portes mais son propriétaire William Randolph Hearst demande à Bray de poursuive la production des séries sous licence. La majeure partie des employés de IFS passe chez Bray et les équipes restent plus ou moins les mêmes : Gregory La Cava réalise Happy Hooligan mais laisse à Vernon Stallings la réalisation de Krazy Kat. Le studio change de nom pour Bray Pictures Corporation à la faveur d'un changement de distributeur, passant de Paramount à Goldwyn Pictures.

### Une lente descente

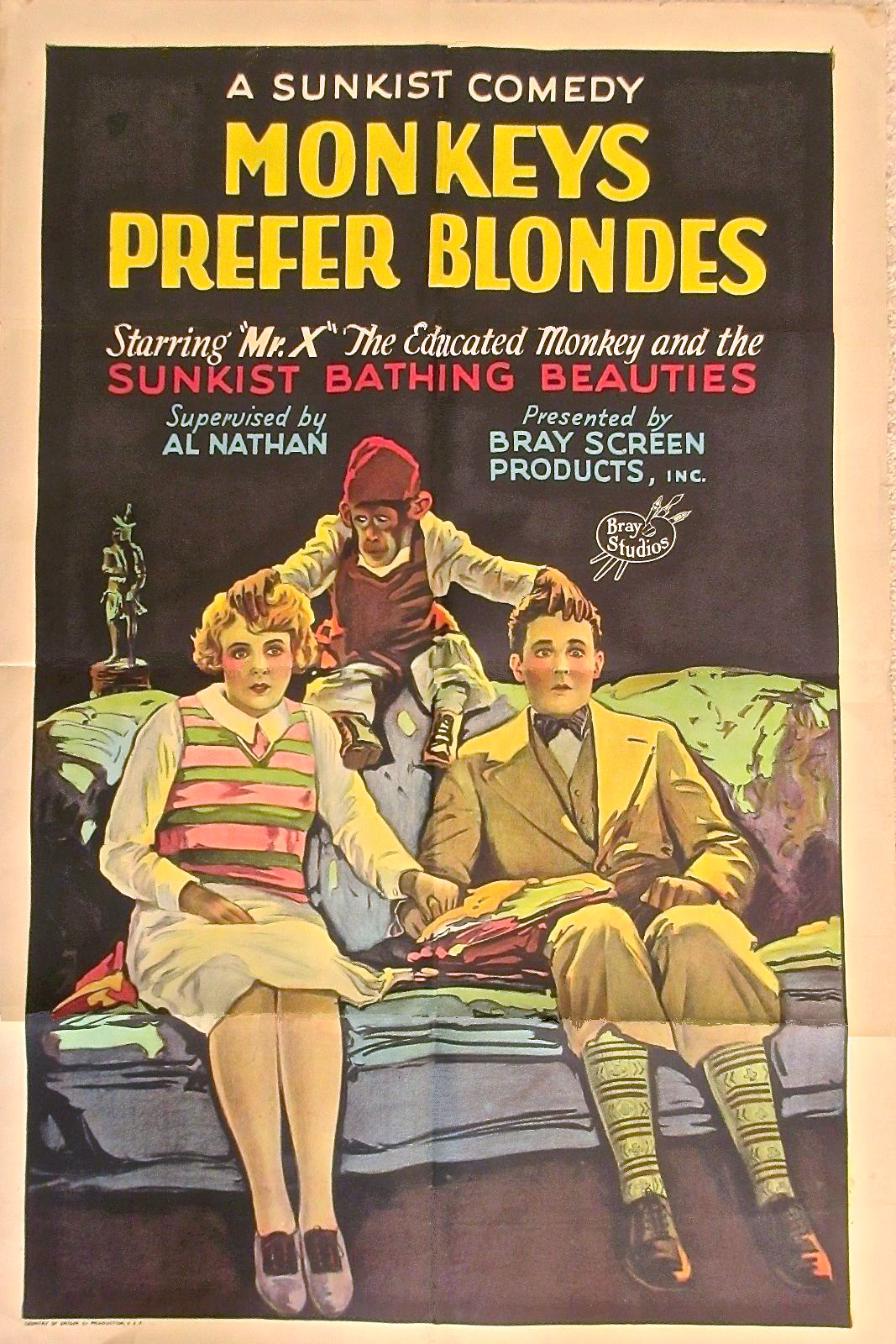
Affiche de la comédie Monkeys Prefer Blondes (1926).

En janvier 1920, alors que les dépenses du studio dépassent les revenus, Samuel Goldwyn décide d'investir dans le studio, prenant une participation de contrôle et demande une réorganisation. Goldwin souhaite dupliquer l'organisation de son studio Goldwyn Picture Corporation, avec deux dessins animés par semaine. 
En 1921, Max Fleischer décide de partir, prenant avec lui la série Out of the Inkwell (dernier crédit en juin 1921). Earl Hurd quitte lui aussi le studio à l'automne 1921 (dernier crédit en septembre) et fonde le sien, Earl Hurd Cartoons dès l'année suivante. À la suite de l'afflux de productions venues d'IFS et des nombreux départs, le système de quatre équipes éclate et en 1920 pas moins de dix séries sont en productions simultanément.
Avant la fin de la première moitié des années 1920, le studio change d'orientation, le divertissement cède la place à la production de films éducatifs ou institutionnels. Rowland Rogers est nommé réalisateur pour les films éducatifs et Jamison "Jam" Handy prend en charge la filiale Brayco, basée à Chicago et à Détroit, produisant les films de formation pour les industries automobiles. La production change aussi avec trois bobines de magazines et films d'actualités. En 1926, Bray tente de se convertir à la production d'une série avec acteurs, copiant la série de Hal Roach sous le nom The McDougall Alley Kids mais elle n'attire pas le public. En 1928, Bray doit arrêter la production et fermer la filiale créée pour ce type de film.
Mais les départs continuent. Vernon Stallings quitte le studio avant l'automne 1924, après une période d'absence rejoint les Van Beuren Studios à partir de 1930 puis Walt Disney Pictures vers 1938. Walter Lantz quitte le studio à l'été 1927 pour rejoindre les Robert Winkler Productions en 1928 puis fonde son studio en 1929. Burton Gillett rejoint les studios Disney en 1929 puis en 1935 ceux de Van Beuren. Clyde Geronimi part lui aussi chez Disney en 1931 tandis Shamus Culhane fait de même en 1935.

### La fin du studio
En 1937, le studio arrête la production de films d'animation de divertissements mais poursuit celle des productions éducatives et pour les entreprises.
La branche publicitaire et éducative du studio, Brayco qui a produit essentiellement des très courts métrages des années 1920 à sa fermeture en 1963.

## Équipe
Parmi les nombreux animateurs et réalisateurs du studio, on peut noter la présence de :
- Réalisateurs (aussi des animateurs): J. R. Bray, Earl Hurd (1915-1922), Max Fleischer (1916-1921), J. D. Leventhal (1916-1921), Vernon "George" Stallings (1919-1924), Jamison "Jam" Handy (1919-), Carl Anderson (1914-1918), L.M. Glackens (1915-1919), Leighton Budd (1916-1919), Leslie Elton (1916-1919), Wallace A. Carlson (1917-1920), Milt Gross (1919-1920, 1922-1923), Frank Moser (1916, 1920-1921), Ashley Miller (1916, 1922-1923), Gregory La Cava (1919-1921), F. Lyle Goldman (1920, 1922-1923), W. C. Morris (1915-1916), Paul Terry (1915-1916), Clarence Rigby (1916-1917), E. Dean Parmelee (1918-1919), Dave Fleischer (1920-1921), Jean Gic (1920-1921), Burton Gillett (1920-1921), Grim Natwick (1920-1921), Bill Nolan (1920-21), J. A. Norling (1922-1923), Walter Lantz (1924-1925), Vincent Colby (1915), Flohri (1915), C. Allen Gilbert (1916), H. C. Greening (1916), A. D. Reed (1916), Hugh M. Shields (1916), John C. Terry (1916), Charles Wilhelm (1916), F. M. Follett (1917), Sam Lloyd (1917), Santry (1918), Raoul Barré (1919), Pat Sullivan (1919), R. D. Crandall (1920)
- Animateurs : Raoul Barré (1915), Johnny B. Gruelle (1917), Jack King (1920-1921), Isadore Klein (1920-1921), Leon A. Searl (1920-1921), Bert Green (1920-1921), Edward Grinham (1920-1921), Ben Sharpsteen (1920-1921), Will Powers (1920-1921), Walter Lantz (1920-1921), David Hand (1925-1927), Ving Fuller (1925-26), Frank Paiker (c. 1924)
- Encreur : James (Shamus) Culhane (1924-27)
- Scénaristes : H. E. Hancock (1920-1921), Louis De Lorme (1920-1921), Clyde Geronimi (1924-26), Webb Smith

## Productions
- Colonel Heeza Liar (1913-1917, 1922-1924): réalisée par J. R. Bray 1913-1917; Vernon Stallings 1922-1924
- The Police Dog (1914-1916, 1918): réalisée par C. T. Anderson
- The Trick Kids (1916)
- Plastiques (1916): réalisée par Ashley Miller
- Bobby Bumps (1916-1922): réalisée par Earl Hurd
- Farmer Al Falfa (1916-1917): réalisée par Paul Terry
- Silhouette Fantasies (1916): réalisée par C. Allen Gilbert
- Miss Nanny Goat (1916-1917): réalisée par Clarence Rigby
- Out of the Inkwell (1916, 1918-1919): réalisée par Max Fleischer et Dave Fleischer
- Quacky Doodles (1917): réalisée par F.M. Follett
- Picto Puzzles (1917): Sam Lloyd
- Otto Luck (1917): réalisée par Wallace A. Carlson
- Goodrich Dirt (1917-1919): réalisée par Wallace A. Carlson
- Hardrock Dome (1919): réalisée par Pat Sullivan
- Us Fellers (1919-1920): réalisée par Wallace A. Carlson
- Jerry on the Job (1919-1920): réalisée par Gregory La Cava, Vernon Stallings
- Lampoons (1920): réalisée par Burt Gillett
- Ginger Snaps (1920): réalisée par Milt Gross
- Shenanigan Kids (1920): réalisée par Gregory La Cava, Burt Gillett et Grim Natwick
- Krazy Kat (1920-1921): réalisée par Vernon Stallings
- Bud and Susie (1920-1921): réalisée par Frank Moser
- Happy Hooligan (1920-1921): réalisée par Gregory La Cava, Bill Nolan
- Judge Rummy (1920-21): réalisée par Gregory La Cava
- Technical Romances (1922-1923): réalisée par J.A. Norling, Ashley Miller et F. Lyle Goldman
- Ink Ravings (1922-1923): réalisée par Milt Gross
- Dinky Doodle (1924-1926): réalisée par Walter Lantz
- Un-Natural History (1925-1927): réalisée par Walter Lantz et Clyde Geronimi
- Hot Dog Cartoons (1926-1927): réalisée par Walter Lantz et Clyde Geronimi
- A McDougall Alley Comedy (1926-1928): réalisée par Joe Rock, Stan DeLay et Robert Wilcox

## Filmographie

### J. R. Bray Studios
- 1912 : At It Again
- 1913 : The Artist's Dream
- 1913 : A Jungle Flirtation
- 1913 : A Wall Street Wail
- 1913 : Colonel Heeza Liar in Africa
- 1913 : Colonel Heeza Liar's African Hunt
- 1914 : Colonel Heeza Liar Shipwrecked
- 1914 : The Grafters
- 1914 : Colonel Heeza Liar in Mexico
- 1914 : Colonel Heeza Liar, Farmer
- 1914 : Colonel Heeza Liar, Explorer
- 1914 : Colonel Heeza Liar in the Wilderness
- 1914 : Colonel Heeza Liar, Naturalist
- 1914 : The Police Dog
- 1914 : Rastus' Rabid Rabbit Hunt
- 1914 : Trap Door Spider
- 1915 : Outwitting the Ant
- 1915 : Nature's Tent Builders
- 1915 : Little Friends of the Wild
- 1915 : Romiet and Julio
- 1915 : Colonel Heeza Liar, Ghost Breaker
- 1915 : The Boomerang
- 1915 : The Police Dog No 2
- 1915 : Colonel Heeza Liar in the Haunted Castle
- 1915 : Our Defenses
- 1915 : Hands Across the Sea
- 1915 : The Presidential Chair
- 1915 : Patriotism
- 1915 : Colonel Heeza Liar Runs the Blockade
- 1915 : The Police Dog No 3
- 1915 : A New Method of Fighting Submarines
- 1915 : Colonel Heeza Liar and the Torpedo
- 1915 : Some Feathers Fly in Turkey
- 1915 : Colonel Heeza Liar and the Zeppelin
- 1915 : The Wily Jap
- 1915 : The Resourceful Dachshund
- 1915 : Colonel Heeza Liar in the War Zone
- 1915 : The Police Dog No 4
- 1915 : The Reward of Patience
- 1915 : Colonel Heeza Liar Signs the Pledge
- 1915 : Colonel Heeza Liar in the Trenches
- 1915 : Colonel Heeza Liar at the Front
- 1915 : Colonel Heeza Liar, Aviator
- 1915 : Another Fallen Idol
- 1915 : A Stone Age Adventure
- 1915 : Colonel Heeza Liar Invents a New Kind of Shell
- 1915 : The Police Dog No 5
- 1915 : When Knights Were Bold
- 1915 : When Kitty Spilled the Ink
- 1915 : Colonel Heeza Liar, Dog Fancier
- 1915 : The Police Dog Gets Piffles in Bad
- 1915 : The Dove of Peace
- 1915 : Colonel Heeza Liar Foils the Enemy
- 1915 : Colonel Heeza Liar at the Bat
- 1915 : Uncle Sam Gets Wise at Last
- 1915 : The Pilot of Peace
- 1915 : Colonel Heeza Liar, War Dog
- 1915 : Grandmothers of Yesterday, Today and Tomorrow
- 1915 : Some Presidential Possibilities
- 1915 : The Police Dog to the Rescue
- 1915 : Dr  Worsen Plummer
- 1915 : Dumba's Departure
- 1915 : Dr  Worsen Plummer Starts a Drug Store
- 1915 : I Should Worry
- 1915 : Wilson Surrenders
- 1915 : Bubbling Bill
- 1915 : Troubles of a Pacifist
- 1915 : Colonel Heeza Liar, Nature Faker
- 1915 : My, How Times Have Changed
- 1916 : Colonel Heeza Liar's Waterloo
- 1916 : Haddem Baad's Elopement
- 1916 : Police Dog on the Wire
- 1916 : Farmer Al Falfa's Catastrophe
- 1916 : Miss Nanny Goat Becomes an Aviator
- 1916 : The Birth of the Trick Kids
- 1916 : Our Watch Dog
- 1916 : Bobby Bumps and His Pointer Pup
- 1916 : The Bronco Buster
- 1916 : The Law of Gravitation
- 1916 : Priscilla and the Pesky Fly
- 1916 : How Dizzy Joe Got to Heaven
- 1916 : Colonel Heeza Liar and the Pirates
- 1916 : The Struggle
- 1916 : The Strange Adventures of the Lamb's Tail
- 1916 : Farmer Al Falfa Invents a New Kite
- 1916 : The House in Which They Live
- 1916 : Happifat's New Playmate
- 1916 : Watchful Waiting
- 1916 : Found a Big Stick
- 1916 : Bobby Bumps Gets a Substitute
- 1916 : Fifty-Fifty
- 1916 : Why?
- 1916 : The Police Dog Turns Nurse
- 1916 : The Magic Pail
- 1916 : Long Arm of Law and Order
- 1916 : Stone Age Roost Robber
- 1916 : Happifat Does Some Spring Planting
- 1916 : Colonel Heeza Liar Wins the Pennant
- 1916 : The High Cost of Living
- 1916 : Miss Nomination
- 1916 : Happifat and Flossy Fisher's Unexpected Buggy Ride
- 1916 : Farmer Al Falfa's Scientific Dairy
- 1916 : Police Dog in the Park
- 1916 : Happifat's Fishing Trip
- 1916 : Did Sherman Say Law or War
- 1916 : Patience Is a Virtue
- 1916 : Miss Nanny Goat on the Rampage
- 1916 : Fisherman's Luck
- 1916 : Happifat's Interrupted Meal
- 1916 : Colonel Heeza Liar Captures Villa
- 1916 : Bobby Bumps and His Goatmobile
- 1916 : Happifat Becomes an Artist and Draws a Bear
- 1916 : Bobby Bumps Goes Fishing
- 1916 : Farmer Al Falfa and His Tentless Circus
- 1916 : Working Out with Police Dog
- 1916 : Kid Casey the Champion
- 1916 : Colonel Heeza Liar and the Bandits
- 1916 : Bobby Bumps' Fly Swatter
- 1916 : Everybody's Uncle Sam
- 1916 : Farmer Al Falfa's Watermelon Patch
- 1916 : Why the Sphinx Laughed
- 1916 : The Wild and Woolly West
- 1916 : Colonel Heeza Liar's Courtship
- 1916 : Bobby Bumps and the Detective Story
- 1916 : In Lunyland
- 1916 : Farmer Al Falfa's Egg-Citement
- 1916 : Colonel Heeza Liar on Strike
- 1916 : Bobby Bumps Loses His Pup
- 1916 : Colonel Heeza Liar Plays Hamlet
- 1916 : Farmer Al Falfa's Revenge
- 1916 : The Blacklist
- 1916 : Bobby Bumps and the Stork
- 1916 : Colonel Heeza Liar's Bachelor Quarters
- 1916 : An Engineering Problem
- 1916 : Farmer Al Falfa's Wolfhound
- 1916 : Responsibility for the War
- 1916 : Bobby Bumps Starts a Lodge
- 1916 : What Next
- 1916 : O.U.  Rooster
- 1916 : Colonel Heeza Liar's Vacation
- 1916 : Misadventures of the Bull Moose
- 1916 : Colonel Heeza Liar Gets Married
- 1916 : Farmer Al Falfa Sees New York
- 1916 : Are We Prepared for the International Trade Hunt
- 1916 : The Courtship of Miss Vote
- 1916 : Greenland's Icy Mountains
- 1916 : The Pen Is Mightier Than the Sword
- 1916 : Farmer Al Falfa's Prune Plantation
- 1916 : Somewhere in America
- 1916 : Bobby Bumps at the Circus
- 1916 : Jerry Ships a Circus
- 1916 : Colonel Heeza Liar, Hobo
- 1916 : Bobby Bumps Queers the Choir
- 1916 : Now You See It Now You Don't
- 1916 : What Happened to Willie
- 1916 : Our Merchant Marine
- 1916 : Farmer Al Falfa's Blind Pig
- 1916 : The Mexican Border
- 1916 : Bobby Bumps Helps a Book Agent
- 1916 : Uncle Sam's Christmas
- 1916 : Percy Brains He Has Nix
- 1916 : Colonel Heeza Liar at the Vaudeville Show
- 1916 : Independent Poland
- 1916 : Jack the Giant Killer
- 1916 : In Verdun Forests
- 1916 : Origin of the Shinny
- 1917 : A Tankless Job
- 1917 : Colonel Heeza Liar on the Jump
- 1917 : Bobby Bumps in the Great Divide
- 1917 : Quacky Doodles' Picnic
- 1917 : Colonel Heeza Liar, Detective
- 1917 : Bobby Bumps Adopts a Turtle
- 1917 : Quacky Doodles' Food Crisis
- 1917 : Picto Puzzles
- 1917 : Colonel Heeza Liar, Spy Dodger
- 1917 : Bobby Bumps, Office Boy
- 1917 : Quacky Doodles the Early Bird
- 1917 : Picto Puzzles
- 1917 : Miss Nanny Goat at the Circus
- 1917 : Otto Luck's Flivvered Romance
- 1917 : Picto Puzzles
- 1917 : Bobby Bumps Outwits the Dogsnatcher
- 1917 : Quacky Doodles Soldiering for Fair
- 1917 : Stung!
- 1917 : Bobby Bumps Volunteers
- 1917 : The Submarine Mine-Layer
- 1917 : Picto Puzzles
- 1917 : Picto Puzzles
- 1917 : Awakening of America
- 1917 : Bobby Bumps Daylight Camper
- 1917 : Otto Luck in the Movies
- 1917 : Traveling Forts
- 1917 : Evolution of the Dachshund
- 1917 : Bobby Bumps Submarine Chaser
- 1917 : Otto Luck to the Rescue
- 1917 : Picto Puzzles
- 1917 : Mechanical Operation of British Tanks
- 1917 : Bobby Bumps' Fourth
- 1917 : Otto Luck and the Ruby of Razmataz
- 1917 : Sic 'Em Cat
- 1917 : Picto Puzzles
- 1917 : Fiske Torpedo Plane
- 1917 : Bobby Bumps' Amusement Park
- 1917 : Uncle Sam's Dinner Party
- 1917 : Colonel Heeza Liar's Temperance Lecture
- 1917 : Bobby Bumps, Surf Rider
- 1917 : Goodrich Dirt at the Seashore
- 1917 : Quacky Doodles Sings the Pledge
- 1917 : Bobby Bumps Starts for School
- 1917 : A Submarine Destroyer
- 1917 : Goodrich Dirt, Lunch Detective
- 1917 : Bobby Bumps' World Serious
- 1917 : Quacky Doodles the Cheater
- 1917 : The Aeroplane Machine Gun
- 1917 : Bobby Bumps, Chef
- 1917 : Goodrich Dirt at the Training Camp
- 1917 : Putting Volcanoes to Work
- 1917 : Bobby Bumps at Fido's Birthday Party
- 1917 : The Gasoline Engine
- 1917 : Goodrich Dirt's Amateur Night
- 1917 : Bobby Bumps, Early Shopper
- 1917 : Freak Patents: The Balloon R.R.
- 1917 : Goodrich Dirt and the $1000 Reward
- 1917 : Bobby Bumps' Tank
- 1917 : The Mysterious Varus
- 1918 : A Tax from the Rear
- 1918 : Goodrich Dirt and the Duke de Whatanob
- 1918 : The Panama Canal
- 1918 : Bobby Bumps' Disappearing Gun
- 1918 : The Peril of Prussianism
- 1918 : Putting Fritz on the Water Wagon
- 1918 : Goodrich Dirt's Bear Hunt
- 1918 : The Rudiments of Flying
- 1918 : Bobby Bumps at the Dentist
- 1918 : The Torpedo, Hornet of the Sea
- 1918 : Goodrich Dirt in the Barber Business
- 1918 : Goodrich Dirt, Mat Artist
- 1918 : The Third Liberty Loan Bomb
- 1918 : Goodrich Dirt, the Bad-man Tamer
- 1918 : Bobby Bumps Caught in the Jamb
- 1918 : The Depth Bomb
- 1918 : Goodrich Dirt in Darkest Africa
- 1918 : Out of the Inkwell
- 1918 : Bobby Bumps Out West
- 1918 : Goodrich Dirt, King of Spades
- 1918 : Bobby Bumps Films a Fire
- 1918 : The First Flyer
- 1918 : Animated Technical Drawings
- 1918 : Goodrich Dirt, the Cop
- 1918 : In Nature's Gardens
- 1918 : Bobby Bumps Becomes an Ace
- 1918 : Von Loon's 25,000-Mile Gun
- 1918 : Animated Technical Drawings
- 1918 : Goodrich Dirt in the Dark and Stormy Night
- 1918 : Kaiser's Surprise Party
- 1918 : Bobby Bumps on the Doughnut Trail
- 1918 : Goodrich Dirt, Coin Collector
- 1918 : Aerial Warfare
- 1918 : The Watched Pot
- 1918 : Goodrich Dirt, Millionaire
- 1918 : Bobby Bumps and the Speckled Death
- 1918 : Von Loon's Non-capturable Gun
- 1918 : Bobby Bumps' Incubator
- 1918 : The Greased Pole
- 1918 : Goodrich Dirt in When Wishes Come True
- 1918 : A German Trick That Failed
- 1918 : Bobby Bumps in Before and After
- 1918 : Uncle Sam's Coming Problem
- 1918 : Goodrich Dirt, Cow Puncher
- 1918 : Bobby Bumps Puts a Beanery on the Bum
- 1918 : Pictures in the Fire
- 1918 : Goodrich Dirt in Spot Goes Romeoing
- 1918 : Narcissus
- 1919 : Private Bass His Pass
- 1919 : Goodrich Dirt in a Difficult Delivery
- 1919 : Bobby Bumps' Last Smoke
- 1919 : Hardrock Dome, the Great Detective
- 1919 : Hardrock Dome, the Great Detective, Episode 2
- 1919 : Hardrock Dome, the Great Detective, Episode 3
- 1919 : Theory of the Long Range Shell
- 1919 : Goodrich Dirt, Hypnotist
- 1919 : Experiment No 2
- 1919 : Theory of the Hand Grenade
- 1919 : Bobby Bumps' Lucky Day
- 1919 : Dud Perkins Gets Mortified
- 1919 : Experiment No 3
- 1919 : The Parson
- 1919 : Bobby Bumps' Night Out with Some Night Owls
- 1919 : Out of the Inkwell
- 1919 : Bobby Bumps' Pup Gets the Flea-enza
- 1919 : Bobby Bumps Eel-lectric Launch
- 1919 : Wounded by the Beauty
- 1919 : Dud, the Circus Performer
- 1919 : Bobby Bumps and the Sand Lizard
- 1919 : In 1998 A.D.: The Automatic Reducing Machine
- 1919 : Dud's Greatest Circus on Earth
- 1919 : The Biography of Madame Fashion
- 1919 : Bobby Bumps and the Hypnotic Eye
- 1919 : Ol' Swimmin' Hole
- 1919 : Salvaging Torpedoed Millions
- 1919 : Bobby Bumps Throwing the Bull
- 1919 : Tying the Nuptial Knot
- 1919 : Weaving
- 1919 : The Clown's Pups
- 1919 : The High Cost of Living
- 1919 : How Animated Cartoons Are Made
- 1919 : Dud's Home Run
- 1919 : Getting a Story, or the Origin of the Shimmie
- 1919 : Useless Hints by Fuller Prunes
- 1919 : The Tantalizing Fly
- 1919 : Dud Leaves Home
- 1919 : My, How Times Have Changed
- 1919 : We'll Say They Do
- 1919 : Dud's Geography Lesson
- 1919 : Out of the Inkwell
- 1919 : Slides
- 1919 : Tumult in Toy Town
- 1919 : Chip Off the Old Block
- 1920 : Cheating the Piper
- 1920 : A False Alarm
- 1920 : The Great Cheese Robbery
- 1920 : Love's Labor Lost
- 1920 : The Boxing Kangaroo
- 1920 : The Debut of Thomas Katt
- 1920 : How You See
- 1920 : Dud's Haircut
- 1920 : Wireless Telephony
- 1920 : The Best Mouse Loses
- 1920 : The Chinaman Flat
- 1920 : Handy Mandy's Goat
- 1920 : The Kids Find Candy's Catching
- 1920 : A Tax from the Rear
- 1920 : Spring Fever
- 1920 : Shimmie Shivers
- 1920 : Bud Takes the Cake
- 1920 : The Circus
- 1920 : A Fitting Gift
- 1920 : Swinging His Vacation
- 1920 : Here's Your Eyesight
- 1920 : Yes, Times Have Changed
- 1920 : The New Cook's Debut
- 1920 : His Last Legs
- 1920 : The Mysterious Vamp
- 1920 : The Ouija Board
- 1920 : Kats Is Kats
- 1920 : Smokey Smokes (and) Lampoons
- 1920 : Breathing
- 1920 : A Punk Piper
- 1920 : Mice and Money
- 1920 : Doctors Should Have Patience
- 1920 : Quick Change
- 1920 : The Transatlantic Night Express
- 1920 : Silly Hoots
- 1920 : The Chinese Honeymoon
- 1920 : A Fish Story
- 1920 : The Clown's Little Brother
- 1920 : The Rhyme That Went Wrong
- 1920 : The Last Rose of Summer
- 1920 : Down the Mississippi
- 1920 : The Trained Horse
- 1920 : Silly Hoots
- 1920 : Play Ball
- 1920 : Train Robber
- 1920 : The Fly Guy
- 1920 : Dots and Dashes
- 1920 : Romance and Rheumatism
- 1920 : Bud and Tommy Take a Day Off
- 1920 : Dud, Lion Tamer
- 1920 : Silly Hoots
- 1920 : Water, Water, Everywhere
- 1920 : If We Went to the Moon
- 1920 : Vandals of the Forest
- 1920 : This Wonderful World
- 1920 : The Fastest Fingers in America
- 1920 : People You'd Like to Know
- 1920 : National Sports Around the World
- 1920 : If We Lived on the Moon
- 1920 : Hudson Maxim
- 1920 : How Fighters Keep Fit
- 1920 : Aristocrat of the Flower World
- 1920 : Poker
- 1920 : Perpetual Motion
- 1920 : Lightning
- 1920 : Jerry and the Five Fifteen Train
- 1920 : The North Pole
- 1920 : Beaten by a Hare
- 1920 : A Tough Pull
- 1920 : Silly Hoots
- 1920 : A Family Affair
- 1920 : Tree Top Concert Singers
- 1920 : The Great Clean Up
- 1920 : The Bandy Legged Chorus
- 1920 : Origin of the Family Tree
- 1920 : Jeweled Daughters of the Air
- 1920 : Fun with Firearms
- 1920 : The Restaurant
- 1920 : The Bomb Idea
- 1920 : A Double Life
- 1920 : One Hundred Percent Proof
- 1920 : Bud and Susie Join the Tecs
- 1920 : What Is Your Body Worth?
- 1920 : Through the Earth
- 1920 : The Island of the Mist
- 1920 : Cruel Clam Cracker
- 1920 : A Paradise for Birds
- 1920 : Fifty-Fifty
- 1920 : Silly Hoots
- 1920 : Are You Married
- 1920 : Thrilling Drill
- 1920 : Without Coal
- 1920 : Venice of the Orient
- 1920 : The Riveter
- 1921 : The Human Voice
- 1921 : Seein' Things on the Orinoco
- 1921 : Hoot, Mon!
- 1921 : Gypsy Scientists
- 1921 : Crookedest Railroad
- 1921 : Coasting from the Clouds
- 1921 : Action of the Human Heart
- 1921 : Getting Theirs
- 1921 : The Hinges on the Bar Room Door
- 1921 : The Automatic Riveter
- 1921 : Silly Hoots
- 1921 : Bobby Bumps
- 1921 : The Awful Spook
- 1921 : How I Became Krazy
- 1921 : Cartoonland
- 1921 : Shimmy Geography
- 1921 : Chumming with Chipmunks
- 1921 : The Wireless Wire-Walkers
- 1921 : Ma's Wipe Your Feet Campaign
- 1921 : Clean Your Feet
- 1921 : Unshod Soldiers of the King
- 1921 : Cabaret Courtesy
- 1921 : Silly Hoots
- 1921 : The Ancient and Honorable Wall Mat
- 1921 : No Reg'lar Bird
- 1921 : Hidden Cascades of Luzon
- 1921 : Chemical Inspiration
- 1921 : Circumstantial Evidence
- 1921 : Silly Hoots
- 1921 : L'École du charme (The Charm School)
- 1921 : Safe Combination
- 1921 : No Place for a Honeymoon
- 1921 : Padding the Bill
- 1921 : By the Sea
- 1921 : The Chicken Fancier
- 1921 : The Automobile Ride
- 1921 : $10,000 Under a Pillow
- 1921 : No Tickee No Shirtee
- 1921 : Dashing North
- 1921 : Black Magic
- 1921 : Kitchen, Bedroom, and Bath
- 1921 : The Wars of Mice and Men
- 1921 : High Water
- 1921 : A Bum Victory
- 1921 : Ship Ahoy
- 1921 : Hard Times
- 1921 : Spendthrift
- 1921 : Page Mr Edison
- 1921 : Monkey Business
- 1921 : Climbing Mazamas
- 1921 : Adopting a Bear Cub
- 1921 : Tropical Tea-Time
- 1921 : Candy Kid
- 1921 : Home Sweet Home
- 1922 : Angling in Oregon Waters
- 1922 : Healthy Appetites
- 1922 : Captain Kidd's Billy
- 1922 : Cupid in Djekjakarta
- 1922 : Ups and Downs
- 1922 : Soldiers in Siam
- 1922 : Male or Female
- 1922 : Law and Order
- 1922 : Wanted: A Fumigator
- 1922 : The Matinee Idlers
- 1922 : Spider and the Fly
- 1922 : Huck Finn's Cousins
- 1922 : Wats and Whatnots
- 1922 : Getting the Goods
- 1922 : Help Wanted
- 1922 : Beach Nuts
- 1922 : There Ain't No Ten Commandments
- 1922 : The Mad Locomotive
- 1922 : Javanese Tid-Bits
- 1922 : A Joy Ride
- 1922 : A Good Time Had by All
- 1922 : The Mystery Box
- 1922 : Scrap Hangers
- 1922 : Colonel Heeza Liar's Treasure Island
- 1922 : Taxes
- 1922 : If We Reversed
- 1923 : Colonel Heeza Liar and the Ghost
- 1923 : Colonel Heeza Liar, Detective
- 1923 : Gambling with the Gulf Stream
- 1923 : Colonel Heeza Liar and the Burglar
- 1923 : The Romance of Life
- 1923 : Colonel Heeza Liar in the African Jungles
- 1923 : The Immortal Voice
- 1923 : Sky Splitter
- 1923 : The City of Dreams
- 1923 : Colonel Heeza Liar in Uncle Tom's Cabin
- 1923 : Colonel Heeza Liar's Forbidden Fruit
- 1923 : Colonel Heeza Liar, Strikebreaker
- 1923 : Black Sunlight
- 1923 : Colonel Heeza Liar, Nature Faker
- 1924 : Colonel Heeza Liar's Mysterious Case
- 1924 : Colonel Heeza Liar's Ancestor
- 1924 : Colonel Heeza Liar's Knighthood
- 1924 : Colonel Heeza Liar, Sky Pilot
- 1924 : Colonel Heeza Liar, Daredevil
- 1924 : Colonel Heeza Liar's Horseplay
- 1924 : Colonel Heeza Liar, Cave Man
- 1924 : Colonel Heeza Liar, Bull Thrower
- 1924 : The Magic Lamp
- 1924 : Colonel Heeza Liar the Lyin' Tamer
- 1924 : The Giant Killer
- 1924 : Colonel Heeza Liar's Romance
- 1924 : The Pied Piper
- 1924 : The Leopard's Spots
- 1925 : Little Red Riding Hood
- 1925 : The Captain's Kid
- 1925 : Cinderella
- 1925 : Hands vs Feet
- 1925 : The Buzzard
- 1925 : Spring
- 1925 : Nature's Gliders
- 1925 : Tragedy of the Sea
- 1925 : The Labyrinth Spider
- 1925 : The Sea
- 1925 : The Rook
- 1925 : Nature's Armor
- 1925 : Path Through the Woods
- 1925 : Water Babies
- 1925 : Where the Moose Run Loose
- 1925 : Just Spooks
- 1925 : Motoring Through Cloudland
- 1925 : Where Beauty Dwells
- 1925 : How the Elephant Got His Trunk
- 1925 : Dinky Doodle and the Bad Man
- 1925 : A Scenic Wonderland
- 1925 : How the Bear Got His Short Tail
- 1925 : Dinky Doodle in the Hunt
- 1925 : How the Camel Got His Hump
- 1925 : Dinky Doodle in the Circus
- 1925 : Dinky Doodle in a Restaurant
- 1926 : The Goat's Whiskers
- 1926 : How the Giraffe Got His Long Neck
- 1926 : Dinky Doodle in Uncle Tom's Cabin
- 1926 : Dinky Doodle in the Lost and Found
- 1926 : Try and Do It
- 1926 : The Stork Brought It
- 1926 : The Arctic
- 1926 : The King of Beasts
- 1926 : Dinky Doodle in Egypt
- 1926 : The Ostrich's Plumes
- 1926 : Wild-West
- 1926 : The Pelican's Bill
- 1926 : Dinky Doodle's Bed Time Story
- 1926 : Cat's Whiskers
- 1926 : Dinky Doodle's Little Orphan
- 1926 : The Mule's Disposition
- 1926 : The Magician
- 1926 : Dinky Doodle in the Army
- 1926 : The Pig's Curly Tail
- 1926 : Getting Hitched
- 1926 : Housing Problem
- 1926 : Fighting Fool
- 1926 : On the Farm
- 1926 : For the Love o' Pete
- 1926 : Table Manners
- 1926 : Pete's Haunted House
- 1926 : Velocity
- 1926 : Punches and Perfume
- 1926 : Pete's Party
- 1926 : At the Beach
- 1926 : Transportation
- 1926 : Look Out Below
- 1926 : Dog Gone It
- 1926 : Comma Butterfly
- 1926 : The Diver
- 1926 : Luke Warm Daze
- 1926 : The Cat's Nine Lives
- 1926 : The Tail of the Monkey
- 1926 : Sport Calendar
- 1926 : Blue Black
- 1926 : Hyena's Laugh
- 1926 : Marine Parade
- 1927 : Present Arms
- 1927 : Along Came Fido
- 1927 : Sculpturing from Life
- 1927 : Even Up
- 1927 : The Puppy Express
- 1927 : Little Brother of the Wild
- 1927 : Oh Boy
- 1927 : Petering-Out
- 1927 : Arctic Frontier
- 1927 : S'matter Pete?
- 1927 : A Furry Tale
- 1927 : Yankee Doodle
- 1927 : Lunch Hound
- 1927 : Sports on the Great Lakes
- 1927 : Pete's Pow-Wow
- 1927 : The Low Down
- 1927 : The Racers
- 1927 : Jungle Belles
- 1927 : Riding on the Breeze
- 1927 : Bone Dry
- 1927 : Heralds of the Spring
- 1927 : The Farm Hand
- 1927 : Big Pie Raid
- 1927 : The Noble Art
- 1927 : Land of Eternal Summer
- 1927 : The Deuce
- 1927 : The Ocean Floor
- 1927 : Romeoing
- 1927 : Animal Catchers
- 1927 : The Eighth Wonder
- 1927 : The Orphans
- 1927 : Derelicts of the Sea
- 1933 : Woods and Birds
- 1936 : Vale of Kashmir
- 1936 : Let's Talk Turkey
- 1937 : Wildman's Land
- 1937 : The Oregon Camera Hunt
- 1937 : Our Bird Citizens
- 1937 : Leaping Through Life
- 1937 : Jewel of Asia
- 1937 : In Nature's Workshop
- 1937 : Giants of the North

### Paramount-Bray Pictographs
- 1917 : Jewelry and Personality
- 1917 : A Potato Skyscraper
- 1917 : Adirondack Trails
- 1917 : Uncle Sam's Hints, No  4, to Housewives
- 1917 : The Fireless Cooker
- 1917 : Harvesting War Timber
- 1917 : Most Beautiful of Far Eastern Arts
- 1917 : Farming for Furs
- 1917 : Uncle Sam's Hints, No 5: How to Preserve Eggs
- 1917 : Straw Weavers of the Tropics
- 1917 : Over the Jumps with Army Tractors
- 1917 : Trench Torches
- 1917 : The World's Greatest Mounted Police
- 1917 : Woman's Self-Defense
- 1917 : Fastest Things on Four Legs
- 1917 : Skiing on Colorado Springs
- 1917 : How Doth the Busy Bee
- 1917 : A Substitute for Butter
- 1917 : Binding Uncle Sam's Harvest
- 1917 : A Dog Chauffeur on Fifth Avenue
- 1917 : War Dogs
- 1917 : Knit Your Bit
- 1918 : The New Art of Dress
- 1918 : Destructive Power of T-N-T
- 1918 : Flour from Potatoes
- 1918 : Evolution of the Dance
- 1918 : The Pinkerton Pup's Portrait
- 1918 : Stage Women's War Relief
- 1918 : Magic for Home Use
- 1918 : In the Moonshine Country
- 1918 : War and the Motorcycle
- 1918 : Hawaii and Her Natives
- 1918 : Uncle Sam's Coin Factory
- 1918 : Rose Culture
- 1918 : Physical Culture, Terpsychore
- 1918 : Hornets of the Sea
- 1918 : Women in the World of Work (Interior Decorating)
- 1918 : Lumbering for Wartime
- 1918 : Hawaiians and Their Strange Customs
- 1918 : Bobby Bumps' Fight
- 1918 : Training Women Sharpshooters
- 1918 : Our Bone Relations
- 1918 : Me und Gott
- 1918 : A New Use for a Houseboat
- 1918 : Uncle Sam's Stamp Factory
- 1918 : Grizzly Bear Pets
- 1918 : Women in the World of Work
- 1918 : Hawaii the Beautiful
- 1918 : Bobby Bumps on the Road
- 1918 : Scientific Rose Culture
- 1918 : Microscopic Revelations
- 1918 : Horse Training by Experts
- 1918 : A Tonsorial Slot Machine
- 1918 : War Garden Hints
- 1918 : Building the Liberty Hospitals
- 1918 : The Science of Weather Prediction
- 1918 : Character Analysis
- 1918 : Women in the World of Work
- 1918 : Scenic Gems of America
- 1918 : Beauty to Order
- 1918 : War Garden Hints, No
- 1918 : Science and Invention
- 1918 : Animal Studies by William L.  Finley, Oregon Fish and Game Commissioner
- 1918 : With the Deep Sea Anglers
- 1918 : Schematography, the Art of Correcting Injurious Postural Habits
- 1918 : Helping Humanity to Be Healthy and Happy, No 1
- 1918 : Beauty to Order: The Advanced Art of Dermatology
- 1918 : Preparing the Victory Army
- 1918 : Helping Humanity to Be Healthy and Happy, No 2
- 1918 : Motion Analyzed
- 1918 : Helping Humanity to Be Healthy and Happy, No 3
- 1918 : An African Game Hunt
- 1918 : Why Batters 'Fan Out'
- 1918 : Building the Eagle Boat
- 1918 : Development of Big Gun Construction
- 1918 : Why Movies Move
- 1918 : Tortola, the Fishwoman's Paradise
- 1918 : Industries of Our New Possessions
- 1918 : Faithfulness of the Fourfooters
- 1918 : How Museum Groups Are Made
- 1918 : Silent Gun of the Future
- 1918 : The Vanishing Skirts
- 1919 : Training War Birds
- 1919 : Sugar Growing, West Indies
- 1919 : Perilous Occupations
- 1919 : Passing of the Cannibal
- 1919 : Winter Sports
- 1919 : War Brides
- 1919 : Hand Grenades
- 1919 : A Kid Railroad
- 1919 : Hatching an Eagle a Day
- 1919 : Birth of a Tornado
- 1919 : Most Popular Girl in the World
- 1919 : Indoor Gold
- 1919 : Comets
- 1919 : Tin Can Toys
- 1919 : Coal Mining
- 1919 : Fun in Feet
- 1919 : How the Telephone Talks
- 1919 : Bath Towel Beauties
- 1919 : Lessons in Swordsmanship
- 1919 : Giants in Fairyland
- 1919 : Action of the Heart
- 1919 : American in the Making
- 1919 : Bird of Commerce
- 1919 : Beans
- 1919 : Mysteries of Snow
- 1919 : Plant Growth
- 1919 : Charting the Sky
- 1919 : Science and Your Camera
- 1919 : Little Known New York
- 1919 : Respectable Criminals
- 1919 : New York the Stupendous
- 1919 : Lake Mohonk
- 1919 : Chinook Salmon

### Goldwyn-Bray Pictographs
- 1919 : Meet Nick Carter
- 1919 : The Uncrowned King of Brazil
- 1919 : Women Fire Fighters
- 1919 : Bird Cliff Dwellers
- 1919 : Amazon Trails
- 1919 : Three Men in a Boat and a Turtle
- 1919 : Gold Mining in the Heart of a Great City
- 1919 : A City of Kings
- 1919 : Ponchos from Peru
- 1919 : How Time Flies
- 1919 : Department Stores on Wheels
- 1919 : Passing of the Old West
- 1919 : Reformed Saloons
- 1919 : The Birth of the Earth
- 1920 : Pheasants, Aristocrats of Birdland
- 1920 : Guardians of Our Gateways
- 1920 : Famous Robberies
- 1920 : Woman's Crowning Glory
- 1920 : Behind the Signs on Broadway
- 1920 : Hello Mars
- 1920 : Marvels of the Universe
- 1920 : All Aboard for the Moon
- 1920 : Professor B.

### Bray Romances
- 1925 : Romance of the Skies
- 1925 : New York, the Wonder City
- 1925 : Captured Electricity
- 1925 : What Causes Earthquakes
- 1925 : Romance of the Oil
- 1925 : Romance of the Planets
- 1925 : Romance of Anthracite

### Sunkist Comedies
- 1926 : Monkeys Prefer Blondes
- 1926 : Oh, Monkey, Be Good
- 1926 : Nize Monkey
- 1926 : Don't Kidd Me, Monkey
- 1927 : Monkey Hula
- 1927 : So's Your Monk
- 1927 : A Sorority Mixup
- 1927 : That's My Mummy
- 1927 : One, Two, Three, Kick!
- 1927 : Dumb Belles
- 1927 : Good Scouts
- 1927 : Two Arabian Sights

### Fistical Culture Comedies
- 1927 : A Polo Bear
- 1927 : The Speed Hound
- 1927 : Hot Tires
- 1927 : Weak Knees
- 1927 : Lost in a Pullman
- 1927 : Custard's Last Stand

### Skylark Comedies
- 1927 : Fresh and a Devil
- 1927 : His Ticklish Predicament
- 1927 : Beauty and the Bump
- 1927 : The Way of All Fish
- 1928 : Lonesome Babies
- 1928 : Daze of '49
- 1928 : Duke's Dirty Doings
- 1928 : Lost in the Lurch
- 1928 : Figures Do Lie
- 1928 : Hick in Hollywood

### McDougall Alley Comedies
- 1927 : Spooks
- 1927 : Magic Game
- 1927 : Fat and the Canary
- 1927 : Mr Pooh
- 1928 : Cat Tales
- 1928 : Cutting Up
- 1928 : Fowl Play
- 1928 : Bathing Beauty Babies
- 1928 : Kids, Cats and Cops

### Whirlwind Comedies
- 1928 : Bare Co-Ed
- 1928 : Barnyard Rivals
- 1928 : Her Salty Suitor
- 1928 : Wild Waves
- 1928 : Smackem Alley

## Sources
- (en) Donald Crafton, Before Mickey : The Animated Film, 1898-1928, University of Chicago Press, 15 décembre 1993, 2e éd. (1re éd. 1980), 436 p. [détail des éditions] (ISBN 978-0-226-11667-9, lire en ligne)
- Denis Gifford; American Animated Films: The Silent Era, 1897-1929; McFarland & Company;  (ISBN 0-89950-460-4) (library binding, 1990)
- (en) Leonard Maltin et Jerry Beck, Of Mice and Magic : A History of American Animated Cartoons, Revised Edition, Plume, décembre 1987 (1re éd. 1980), 496 p. [détail des éditions] (ISBN 978-0-452-25993-5)